# Комодский варан
Комо́дский варан, или гигантский индонезийский варан, или комодосский варан, или комодский дракон  (лат. Varanus komodoensis) — вид ящериц из семейства варанов (Varanidae). В настоящее время вид распространён на индонезийских островах Комодо, Ринча, Флорес и Гили-Мотанг, хотя раньше был более широко распространён — в частности, водился в Австралии и на Яве. Аборигены островов называют его ора или буайя дарат («наземный крокодил»).
Комодский варан — это самая большая из ныне существующих ящериц и самый тяжёлый современный представитель чешуйчатых: отдельные представители этого вида могут вырастать более 4 метров в длину и весить более 130 килограммов. Несмотря на это, комодский варан не является примером островного гигантизма, поскольку вопреки распространённой ранее точке зрения, он является представителем обособленной эволюционной линии гигантских варанов, возникшей в Австралии, а не уникальным продуктом эволюции на изолированных островах. Возраст древнейших ископаемых остатков комодских варанов, найденных в Австралии, составляет более 3,8 миллиона лет. На остров Флорес этот вид попал около 900 тысяч лет назад, избежав вымирания, постигнувшего остальную австралийскую мегафауну.
Комодские вараны являются высшими хищниками и в настоящее время не пересекаются с другими крупными наземными хищниками, за исключением людей, сетчатых питонов и одичавших собак. Молодые вараны ведут древесный образ жизни и имеют очень разнообразную диету. Диета взрослых комодских варанов состоит в основном из крупных копытных млекопитающих, но они также не брезгуют другой добычей, в том числе падалью и своими сородичами. Ранее был популярен миф о том, что в пасти у комодских варанов скапливается большое количество болезнетворных бактерий, вызывающих заражение крови у укушенной жертвы. Но в настоящее время это утверждение, базирующееся на недостоверных наблюдениях, считается недействительным. В ротовой полости комодского варана присутствует не больше патогенных микроорганизмов, чем у других крупных хищников, и они тщательно следят за её чистотой. Вместо этого недавно было обнаружено, что у комодского варана имеются ядовитые железы, выделяющие токсичные белки. Но их роль в умерщвлении жертвы также оспаривается и в лучшем случае является незначительной. У комодского варана имеется отличительный в анатомическом плане череп и пильчатые зубы, напоминающие таковые у хищных динозавров и составляющие эффективный режущий инструмент. Варан способен убить животное более чем в 10-15 раз превышающее его по весу, подрезав ему сухожилия на ногах, после чего перекусив шею или нижнюю часть живота. Иногда отмечались и нападения на людей. Комодские вараны обладают высоким иммунитетом, препятствующим заражению ран.
Спаривание происходит с мая по август, а яйца откладываются в сентябре. Темпы размножения комодского варана невелики: 20 яиц откладывается в сооружённое самкой или птицами гнездо, после чего, в отличие от многих других варанов, самка бережно охраняет их. Яйца инкубируются в течение семи-восьми месяцев, вылупляясь в апреле. Комодским варанам требуется от 8 до 9 лет, чтобы созреть, а их продолжительность жизни превышает 30 лет.
Комодские вараны впервые были замечены западными учёными в 1910 году. Их большой размер и грозная репутация делают их популярными экспонатами зоопарков. В дикой природе ареал вида сильно сократился из-за человеческой деятельности, из-за чего его внесли в МСОП со статусом «Уязвимый». Комодские вараны защищены индонезийским законодательством, и ради их сохранения был создан национальный парк Комодо.

## Эволюция

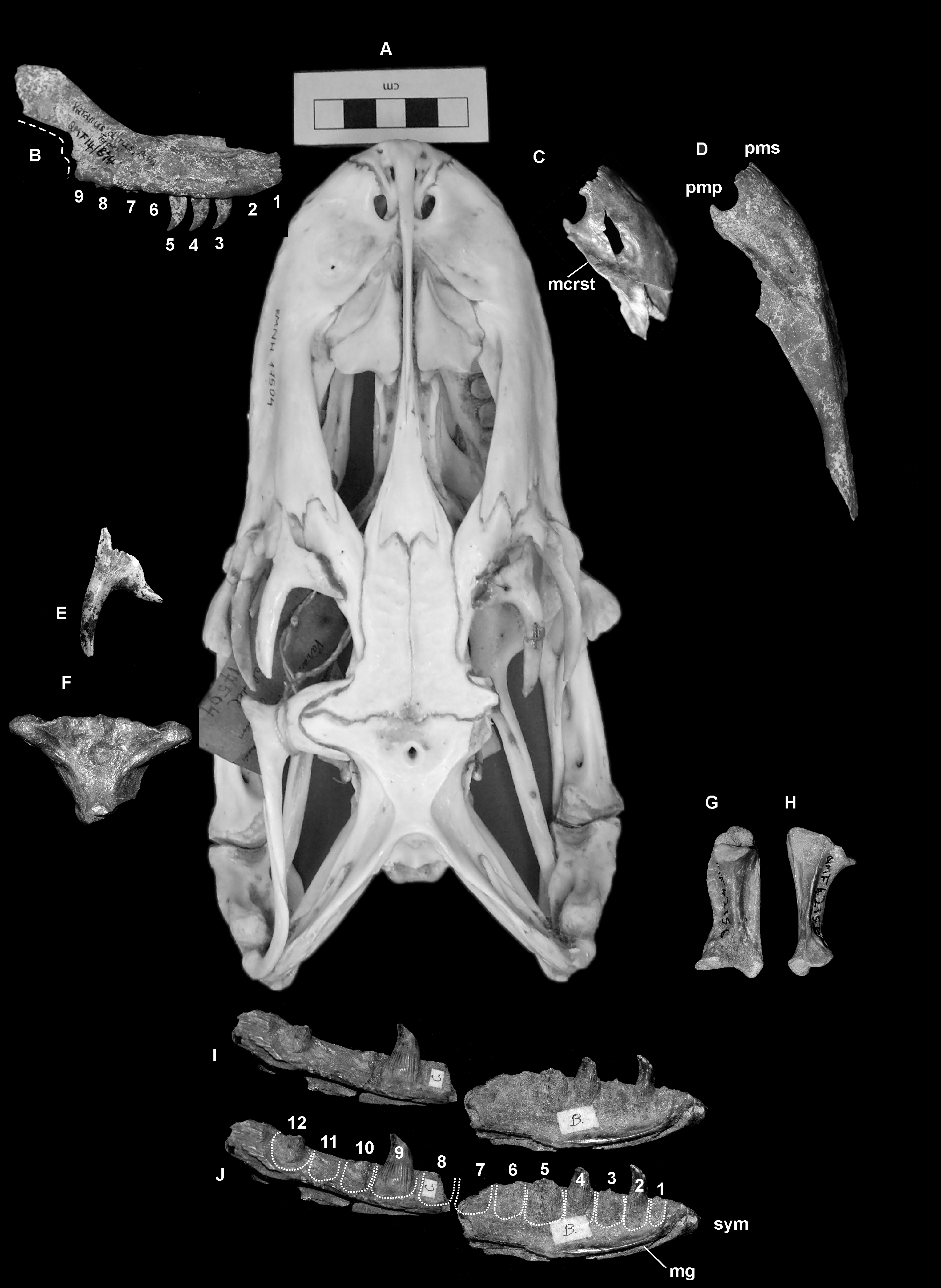
Череп современного комодского варана и ископаемые остатки более древних особей этого вида.

Эволюционное развитие комодского варана началось с появления рода Varanus, который, согласно современным исследованиям, возник в Азии приблизительно 40 миллионов лет назад и мигрировал в Австралию. Приблизительно 15 миллионов лет назад столкновение между Австралией и Юго-Восточной Азией позволило варанам освоить местность, возвышенности которой позже стали индонезийским архипелагом, и заселить такие острова, как отдаленный Тимор.
Ранее ошибочно считалось, что комодский варан эволюционировал как островной хищник. Однако, в настоящее время установлено, что этот вид происходит из Австралии. Комодский варан отделился от своего австралийского предка в плиоцене примерно 4 миллиона лет назад. Ископаемые остатки комодских варанов, найденные в Квинсленде, свидетельствуют о том, что этот вид длительное время существовал в Австралии, прежде чем попал в Индонезию. Понижение уровня моря во время последнего ледникового периода открыло обширные участки суши, что помогло комодским варанам колонизировать их современные места обитания — судя по всему, комодские вараны достигли Флореса около 900 тысяч лет назад, но последующее поднятие уровня моря наоборот, изолировало их отдельные популяции на островах. Подобная миграция с последующей изоляцией спасла вид от массового вымирания австралийской мегафауны. Ближайшими родственниками комодскому варану приходится мегалания, появившаяся в Австралии в плейстоцене, Varanus sivalensis, происходящий из плиоцена материковой Азии, а также неописанный гигантский варан из среднего плейстоцена Тимора и Австралии. Эти четыре вида образуют обособленную кладу гигантских макрохищных варанов, процветавшую в Австралии и Азии вплоть до своего вымирания с наступлением изменений климата в конце плейстоцена.

## Распространение
В настоящее время комодские вараны обитают на нескольких островах Индонезии — Комодо (1700 особей), Ринча (1300 особей), Гили-Мотанг (100 особей) и Флорес (около 2000 особей, оттесненных человеческой деятельностью ближе к побережью), расположенных в группе Малых Зондских островов. По данным исследователей, в плейстоцене комодские вараны также обитали на Яве, которая тогда была частью материковой Азии. В то время как исторической родиной комодского варана следует считать Австралию, где данный вид развивался и откуда он переселился на близлежащие острова примерно 900 тысяч лет назад.

## Внешний вид

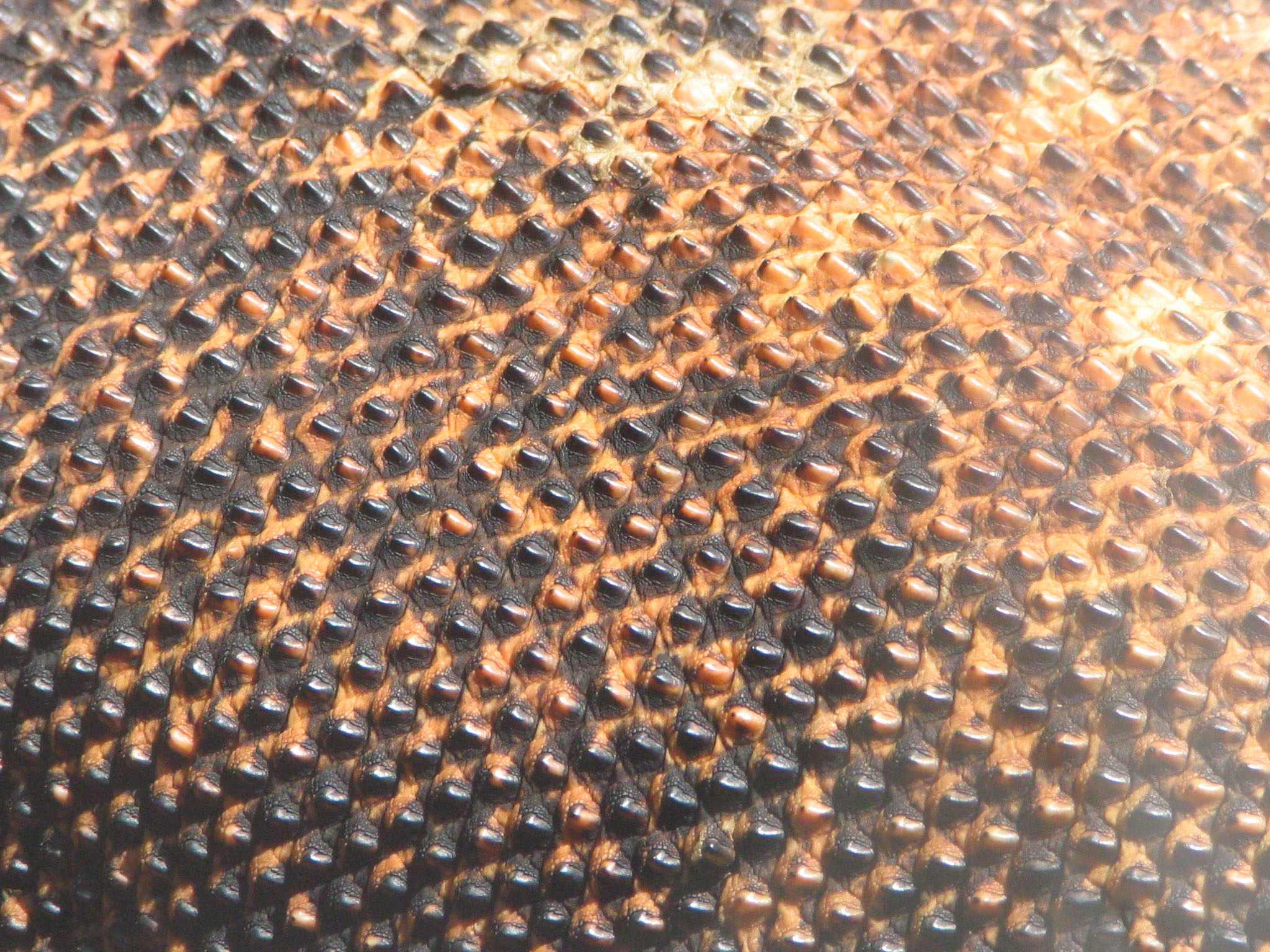
Поверхность шкуры комодского варана

Окраска взрослых варанов тёмно-бурая, обычно с мелкими желтоватыми пятнами и крапинками. Шкура укреплена небольшими остеодермами. Молодые животные окрашены ярче, на спине у них рядами располагаются красновато-оранжевые и желтоватые глазчатые пятна, сливающиеся в полосы на шее и хвосте.
Зубы комодского варана плевродонтные, коронки сильно сжаты с боков и имеют равномерные пильчатые кромки на переднем и заднем крае (зифодонтия). Такие зубы хорошо подходят для убийства и разрывания крупной добычи на отдельные куски мяса.

### Размеры
По исследованиям Уолтера Ауффенберга, взрослые комодские вараны обычно от 2.25 до 2.6 м в длину и весят от 35 до 59 кг (выборка из 12 особей). Самцы заметно крупнее самок и в некоторых случаях могут достигать по меньшей мере 3 метра в длину и весить более 70 кг. Согласно Книге рекордов Гиннесса, взрослые самцы комодских варанов весят от 79 до 91 кг при длине в 2.59 м, в то время как самки весят от 68 до 73 кг при длине в 2.29 м. Но в этом случае может учитываться и содержимое желудка, масса которого после кормления может достигать или даже превышать 20 кг у взрослых варанов. В Loh Liang National Park, остров Комодо, был достоверно измерен варан длиной 304 см (154,05 см от кончика носа до клоаки) и весивший 81.5 кг без учета содержимого желудка. В неволе эти ящерицы достигают ещё больших размеров — самый крупный известный экземпляр, для которого существуют достоверные данные, содержался в зоопарке Сент-Луиса и имел длину 3,13 м при весе в 166 кг. Длина хвоста составляет около половины от общей длины тела.

#### Островной гигантизм

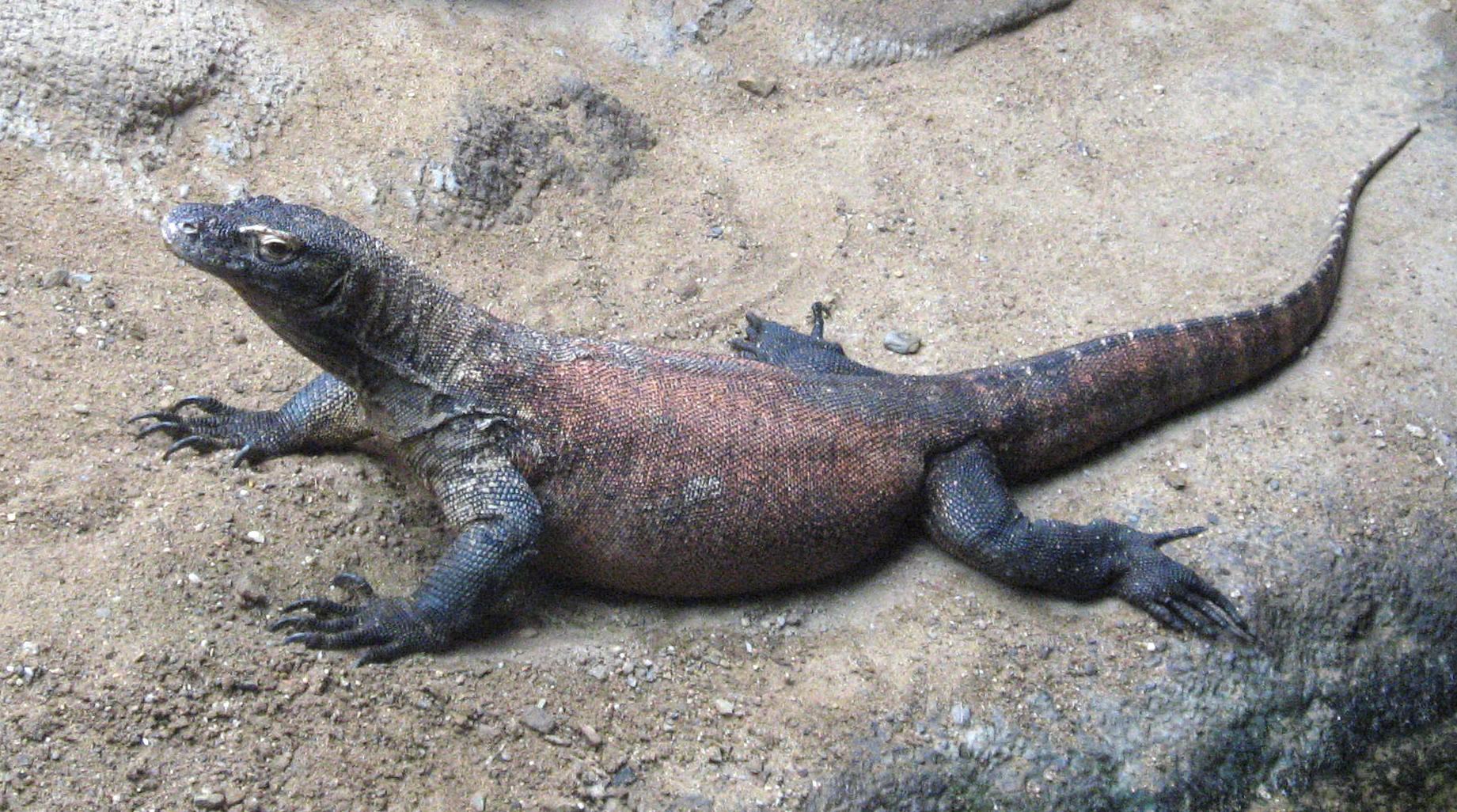
Взрослая особь

Ранее считалось, что крупные размеры комодского варана являются примером островного гигантизма, хотя в настоящее время данная точка зрения признана недействительной, поскольку комодский варан эволюционировал в Австралии, прежде чем попасть на острова. Несмотря на это, комодский варан и близкий к нему вымерший гигантский варан из Тимора (несколько превосходящий комодского варана по размерам) являются примерами крупных островных хищников. Поскольку острова, как правило, предлагают ограниченное количество пищи и территории, крупные теплокровные хищники (такие как хищные млекопитающие) на них, как правило, меньше, чем на материке. Однако, ресурсов островов может быть вполне достаточно для того, чтобы поддерживать крупных холоднокровных хищников. При этом комодский варан всё ещё не так велик, как его вымерший австралийский родственник (и некогда современник) — мегалания, появившийся в Австралии значительно позже комодских варанов и в качестве более специализированного хищника.
В то же время, занимаемая экологическая ниша и крупные размеры комодского варана никак не связаны с отсутствием на островах крупных плацентарных хищников. Окаменелости комодских варанов из плейстоцена острова Явы, близкого вида Varanus sivalensi из плиоцена Индии, а также возможное присутствие крупных хищных млекопитающих в плиоцене и плейстоцене на Флоресе, показывают, что мигрировавшие из Австралии гигантские вараны свободно сосуществовали с крупными хищными млекопитающими без взаимовытеснения.

## Образ жизни
Комодские вараны ведут одиночный образ жизни, встречаясь и взаимодействуя друг с другом в непостоянных группах только во время кормёжки или в сезон размножения.

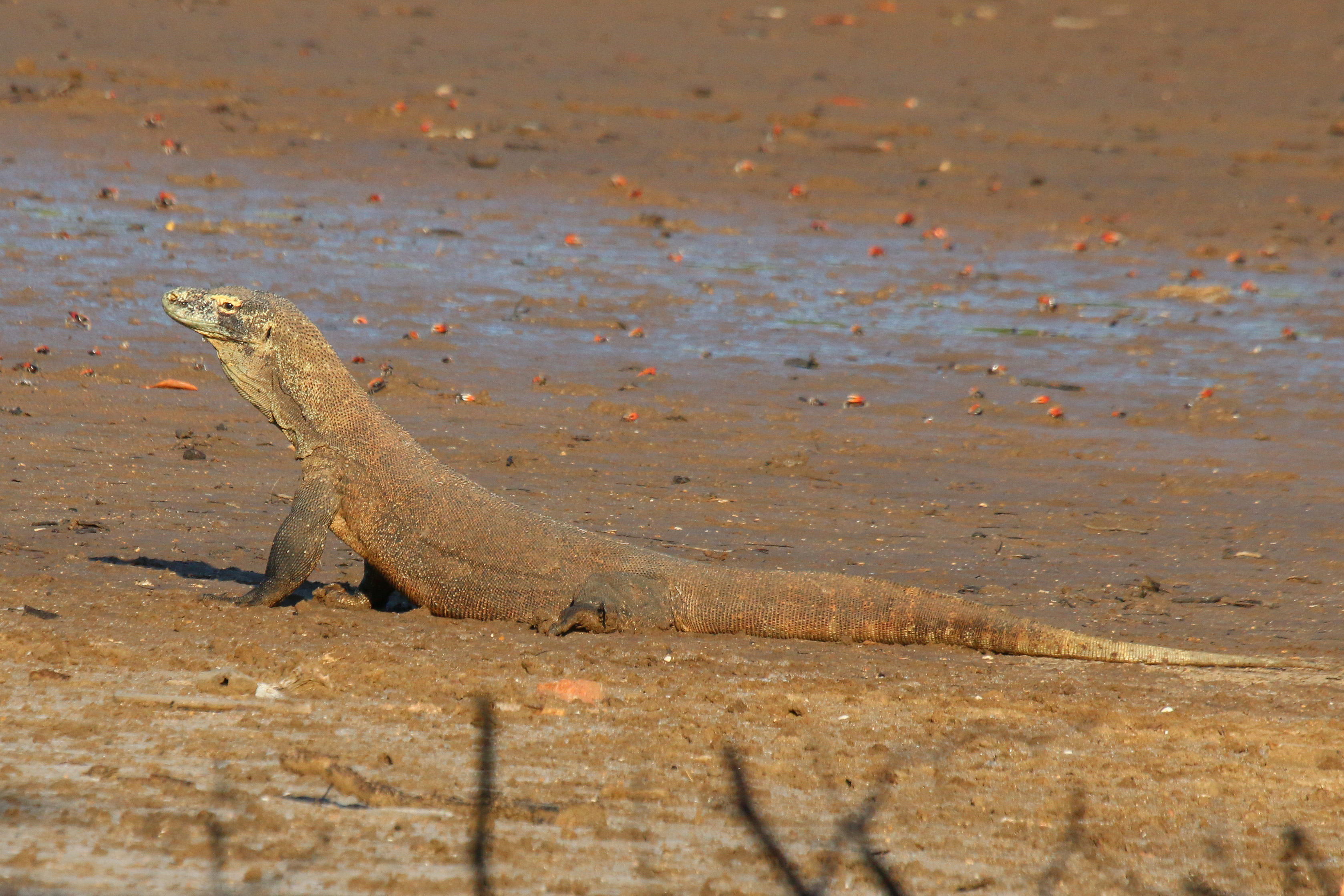
Комодский варан на побережье

Вараны являются пойкилотермными животными и активны в основном днём, хотя для комодского варана отмечена и ночная активность. Комодские вараны как правило охотятся во второй половине дня, но предпочитают находиться в тени в течение самой жаркой части суток. Ночью они скрываются в убежищах, из которых вновь выходят рано утром. Крупный размер позволяет комодским варанам сохранять довольно высокую температуру тела в течение ночи (гигантотермия) и, таким образом, сокращать время баскинга утром.
Комодский варан предпочитает сухие, хорошо прогреваемые солнцем местности, и как правило живёт на засушливых равнинах, в саваннах и сухих тропических лесах на небольшой высоте. В жаркое время года (май—октябрь) придерживается высохших русел рек с поросшими джунглями берегами. Часто выходит на побережья в поисках выброшенной на берег падали. Может заходить в морскую воду, хорошо плавает и может даже переплыть на соседний остров, преодолев значительное расстояние.
Несмотря на свой размер, даже взрослые комодские вараны достаточно гибки и изворотливы, но при беге способны разгоняться только до 20 км/ч. Как и у других варанов, у них имеется специальный насос под языком, доставляющий воздух в лёгкие: это позволяет комодским варанам двигаться и дышать одновременно, поднимая их аэробные способности и выносливость. Чтобы достать пищу, находящуюся на высоте (например, на дереве), варан может подниматься на задние лапы, используя хвост в качестве опоры, и даже подпрыгивать вверх. Молодые животные несколько более быстры, хорошо лазают и много времени проводят на деревьях.
В качестве укрытий комодские вараны используют норы длиной от 1 до 5 м, которые они выкапывают при помощи сильных лап с длинными, изогнутыми и острыми когтями. Убежищем для молодых варанов служат дупла и крона деревьев.
У взрослых особей нет естественных врагов в дикой природе, за исключением более крупных сородичей и человека. Возможно, некоторую угрозу могут представлять разве что иногда встречающиеся в речных устьях Флореса гребнистые крокодилы, способные справляться даже с крупнейшими хищными млекопитающими. Однако, такая крупная, сильная и опасная добыча, как кабаны или буйволы, при самообороне иногда может наносить комодским варанам травмы; в частности, взрослые самцы варанов часто носят на своем теле шрамы от кабаньих клыков. Детёныши в некоторых случаях, возможно, могут стать жертвой таких хищников, как змеи, кошки, собаки, циветты и хищные птицы.
Естественная продолжительность жизни комодских варанов в природе, возможно, составляет около 50 лет, по подсчётам — до 62 лет. Причём, согласно некоторым данным, продолжительность жизни самок этого вида примерно вдвое меньше, чем у самцов. В неволе пока что не было отмечено случаев, чтобы комодский варан прожил более 25 лет.
Подобно большинству рептилий, комодские вараны лишены настоящего голосового аппарата, и их голос напоминает глухой сип или шипение. Крупные особи при раздражении издают звук, средний между шипением и рычанием.

### Питание
На разных этапах жизни комодские вараны питаются самыми разными животными — как позвоночными, так и беспозвоночными. В зависимости от размеров и возраста, они могут поедать насекомых (преимущественно прямокрылых), крабов, рыбу, вышедших на берег морских черепах (в том числе крупных логгерхедов), ящериц, змей (в том числе и ядовитых), птиц, детёнышей крокодилов, грызунов (от мышей и крыс до дикобразов), циветт, оленей, кабанов, домашних или одичавших собак, кошек, коз, буйволов, крупный рогатый скот, лошадей и даже своих сородичей. Комодские вараны не брезгуют и падалью, хотя им более свойственна самостоятельная охота. Самую гибкую диету, включающую в себя наибольшее число видов добычи, имеют молодые комодские вараны массой от 1 до 25 кг — предпочитаемыми кормовыми объектами у них, как правило, являются чёрные крысы, детёныши копытных и мусанги. В то время как большие взрослые особи питаются почти исключительно крупными копытными — в основном оленями и дикими кабанами, и лишь иногда — птицами и их яйцами, а самые маленькие ограничиваются поеданием насекомых и небольших ящериц. Молодые вараны могут даже лазать по деревьям, чтобы добраться до мелких животных, находящихся слишком высоко для своих старших сородичей, и проводят там очень много времени в свои первые годы жизни. Причиной такому поведению, наряду с охотой на мелких животных на деревьях, является также и тот факт, что у комодских варанов весьма распространён каннибализм, особенно в голодные годы: крупные особи часто поедают молодых и более мелких варанов — те могут составлять до 8,8 % от их общей диеты. Взрослые ящерицы находятся на вершине пищевой цепи в местах своего обитания. Считается, что их присутствие на островах ограничивает расселение таких крупных змей, как сетчатые питоны, которые могут быть найдены на соседних территориях, но, видимо, очень уязвимы для хищнической деятельности варанов. Крупный комодский варан, как правило, отгоняет любое количество кабанов и одичавших собак от падали или объедков.

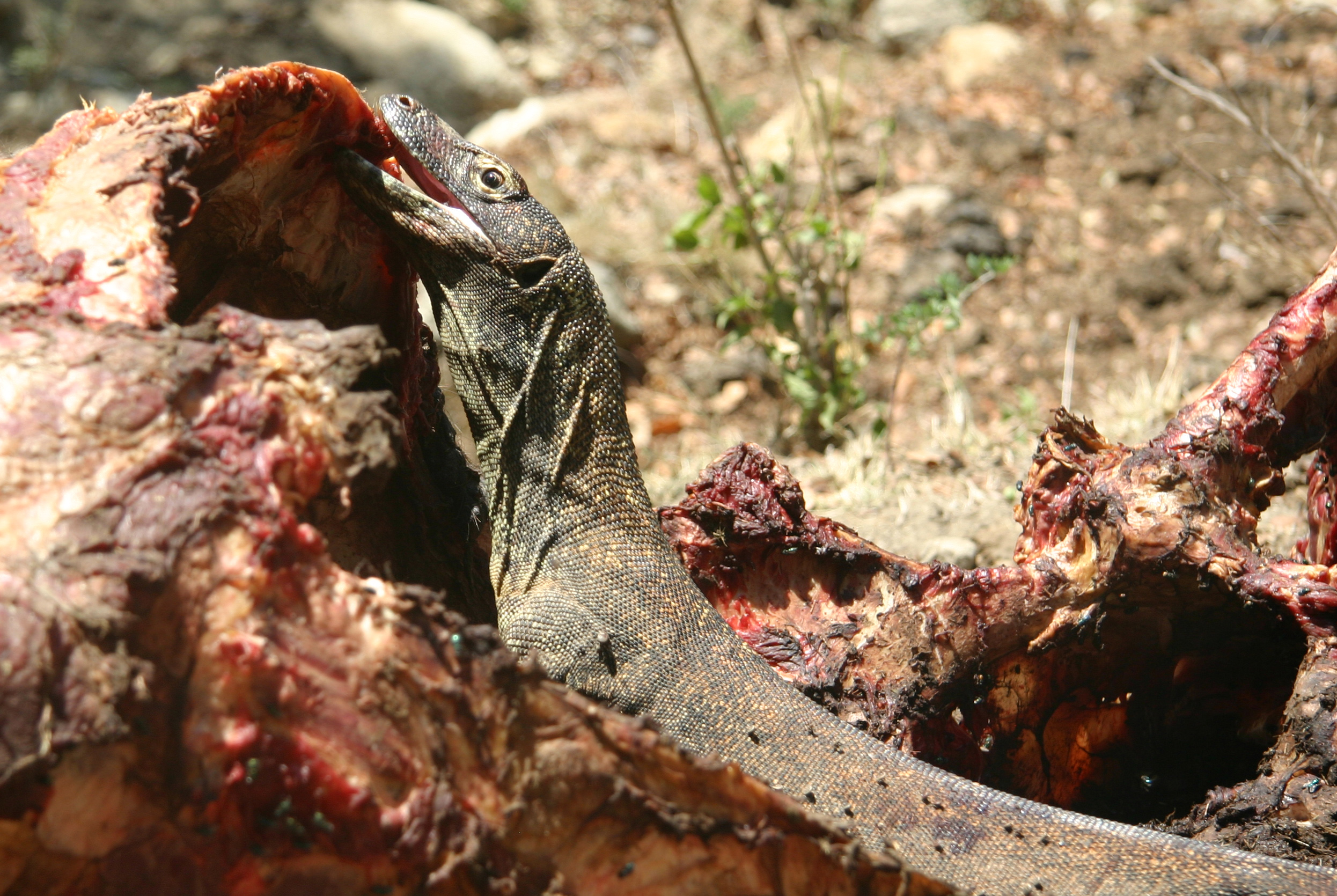
Молодой комодский варан у туши азиатского водяного буйвола

На питание крупными животными комодские вараны обычно переходят тогда, когда их масса достигает примерно 20 кг. Но несмотря на это, были зафиксированы удачные нападения и меньших по размерам (массой в районе 10 кг) подростков варанов на копытных массой около 50 кг. В целом, комодский варан — очень эффективный для своих размеров хищник, способный убить жертву в 10-15 раз превышающую себя по весу. Однажды даже наблюдалось поедание варанами огромного буйвола массой около 1200 кг. В прошлом, возможно, комодские вараны активно охотились на карликовых стегодонов, средняя масса которых варьировала от 300 до 850 и даже 2000 кг в зависимости от вида.
Комодские вараны обладают очень хорошим обонянием и с лёгкостью находят пищу на расстоянии от 4 до 9,5 км по запаху с помощью длинного раздвоенного языка. На запах растерзанной туши, падали или даже просто раненого животного порой собирается большое количество варанов. В местах кормёжки часты драки между самцами с целью установления и поддержания иерархического порядка (как правило, несмертельные, хотя в некоторых случаях проигравшие самцы всё-таки бывают убиты и съедены конкурентами), а также намеренное оттеснение и регулярные попытки убийства и поедания более мелких и слабых варанов. Комодские вараны кормятся, вырывая из туши большие куски плоти и заглатывая их целиком — широкая и изогнутая морда позволяет им сразу отрывать от добычи куски массой до 2,5 кг. Сначала, как правило, поедается кишечник, но при этом избегается его растительное содержимое. За один присест голодный варан может съесть количество мяса, равное примерно 80 % от массы его собственного тела. Вскрытие и поедание жертвы обычно происходит примерно в 10-25 раз быстрее, чем в случае с хищными млекопитающими такого же размера. Одна самка комодского варана массой 42 кг съела 30 кг кабана всего лишь за 17 минут. Однако, относительно небольшая добыча, до размеров взрослой козы, может быть проглочена взрослой ящерицей целиком, чему способствуют подвижное соединение костей нижней челюсти и вместительный растяжимый желудок. Несмотря на то, что вараны выделяют большое количество красной слюны, смазывающей пищу, глотание целой туши занимает приличное количество времени (около 15-20 минут на то, чтобы проглотить козу). Некоторые ящерицы ускоряют этот процесс, проталкивая тушу в пасть, упираясь ею об ближайшие деревья, иногда с такой силой, что те могут быть повалены на землю. Съеденная добыча переваривается вместе с костями, однако перья, чешую, рога, шерсть, копыта варан отрыгивает в виде больших комков, склеенных слизью, напоминая тем самым процесс отрыгивания погадок у птиц и некоторых других рептилий. После еды варан тщательно облизывается и вытирает морду об землю.

#### Метод убийства жертвы слюной
На оленей и кабанов вараны охотятся из засады, подстерегая жертву неподалёку от водопоя, лёжки или у лесной тропы. При атаке комодский варан иногда пытается сбить животное с ног мощным ударом хвоста (особенно, если оно пытается дать отпор), порой даже переламывая ему ноги. Но более стандартной тактикой обездвиживания жертвы является разрывание зубами сухожилий на конечностях и нанесение страшных, кровоточащих ран. Добыча умерщвляется путём нанесения зубами множества рваных ран в области живота или шеи, либо, при получении травм конечностей и потере возможности сопротивляться, просто начинает поедаться живьём. Если кабану или оленю удаётся спастись от первой атаки, то варан продолжает преследовать его, ориентируясь по запаху крови. Азиатские буйволы — крупнейшие животные, обитающие на островах, нередко становятся жертвами самцов комодских варанов длиной более 2,5 метра. Варан, как правило, кружит вокруг намеченной цели, избегая ударов копытами и рогами, и кусает её каждый раз, когда выпадает удобная возможность, как правило пытаясь при этом перерезать животному сухожилия на ногах. Так продолжается до тех пор, пока буйвол не упадёт на землю от полученных травм, после чего варан вспарывает ему брюхо. С наибольшей лёгкостью вараны одолевают привязанных буйволов, вынужденных бороться вместо того, чтобы бежать. Примерно такую же тактику комодские вараны используют тогда, когда расправляются с крупным рогатым скотом или лошадьми. Дикие и домашние собаки, как правило, оказываются внезапно схвачены вараном при нападении из засады, или пойманы прямо на территории людских поселений, нередко становясь жертвой даже молодых (длиной около 1,5 метров) ящериц. Относительно медленные домашние козы, вышедшие на берег самки морских черепах и различные мелкие животные ловятся варанами в результате быстрого броска в сторону жертвы и её последующего быстрого умерщвления.
В некоторых случаях комодские вараны демонстрируют необычное охотничье поведение. Описывалось, как взрослый варан ударил хвостом подошедшую к нему сзади собаку таким образом и с такой силой, что та пролетела по дуге и попала к нему прямо в пасть. Другие наблюдения указывают на то, что вараны могут намеренно преследовать и пугать беременных кобыл, чтобы вызвать у них выкидыш. Считается, что умение убивать таких крупных животных, как буйволы, является результатом приобретения соответствующих охотничьих навыков отдельными варанами.
При наблюдениях было установлено, что в 12 из 17 нападений олени и кабаны оказываются убиты комодскими варанами на месте. Из 5 сбежавших животных 1-2 удаётся уйти на значительное расстояние и, возможно, впоследствии залечить травмы, в то время как остальные гибнут от ранений, либо же, через некоторое время оказываются настигнуты и убиты другими варанами. Это делает комодского варана достаточно эффективным хищником, с частотой удачных нападений составляющей не менее 70 %. Наблюдения за отдельными варанами также показали, что они имеют очень высокую частоту успеха нападений на очень крупную добычу, такую как буйволы. Это может быть связано с тем, что отдельные индивиды со временем набираются опыта и осваивают особую тактику для умерщвления крупной добычи, повышающую шансы на успех.
Существует околонаучное мнение, что при охоте на крупных животных комодскому варану помогают не только его острые зубы-лезвия, но и яд или даже болезнетворные бактерии, якобы скапливающиеся в слюне варана и при попадании в рану вызывающие у жертвы сильную воспалительную реакцию. Учитывая тот факт, что комодские вараны не являются выдающимися бегунами и им нужно как-то лишить свою жертву возможности уйти, сильно ослабив, дезориентировав или парализовав её, на первый взгляд эта точка зрения может показаться достаточно правдоподобной. Хотя существуют и противоположные мнения, трактующие иную функцию для токсинов нижнечелюстной железы и ссылающиеся на исследования, опровергающие наличие в слюне комодского варана каких-либо опасных и специфичных только для этого животного бактерий. Нанесения укусов за конечности или тяжелых механических повреждений шеи и живота, как правило, уже становится достаточно для того, чтобы лишить быстроногую жертву возможности уйти от варана. Часто встречающиеся в популярной литературе и различных документальных фильмах утверждения о том, что комодский варан отпускает свою жертву после нанесения укуса и ждёт, пока она погибнет от воспаления раны, ещё ни разу не наблюдалось в природе и фактически является обычным городским мифом, не имеющим под собой никакого научного основания.

### Иммунитет
В 2017 году исследователи выделили мощный антибактериальный пептид из плазмы крови комодских варанов. Основываясь на их анализе этого вещества, они синтезировали короткий пептид, получивший название DRGN-1, и тестировали его на множестве устойчивых к лекарствам патогенов, в том числе бактериях Pseudomonas aeruginosa и Staphlyococcus aureus, также известных как MRSA. Предварительные результаты этих испытаний показывают, что DRGN-1 эффективен при уничтожении устойчивых к лекарственным средствам бактериальных штаммов и даже некоторых грибков. Кроме того, он обладает дополнительным преимуществом, значительно способствующим заживлению ран как в незаражённых, так и в смешанных ранах, поражённых биопленкой. Вероятно, такой иммунитет позволяет комодским варанам переживать серьёзные ранения при нахождении в неблагоприятной среде, учитывая что холоднокровным животным требуется больше времени для обычного закрытия ран.

### Размножение

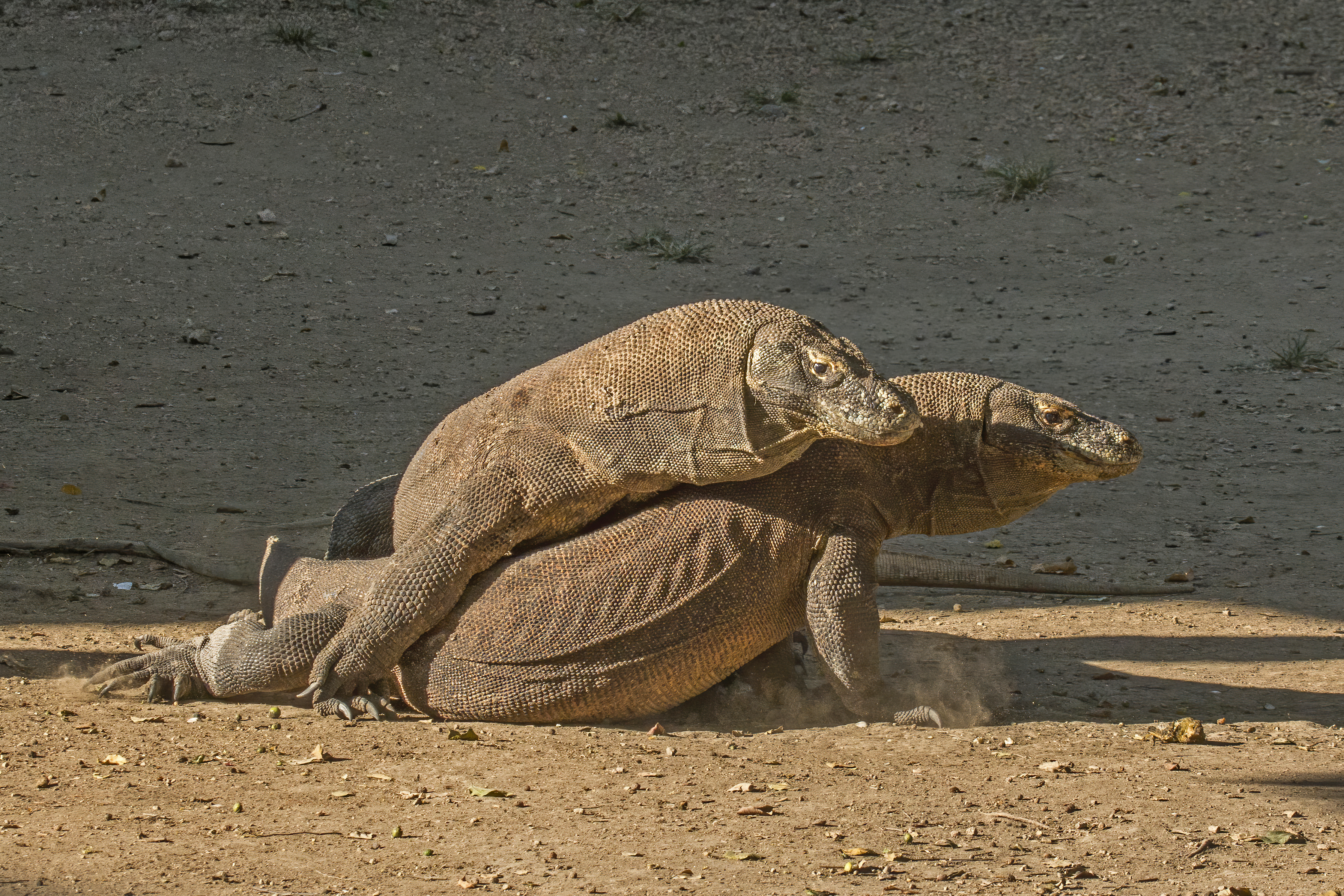
Самцы в процессе ритуальной борьбы

Половой зрелости животные этого вида достигают приблизительно на пятый — десятый год жизни, до которого доживает только небольшая часть появившихся на свет варанов. Соотношение полов в популяции составляет примерно 3,4:1 в пользу самцов. Возможно, это является механизмом регулирования численности вида в условиях островного обитания. Так как количество самок намного меньше количества самцов, в период размножения между самцами происходят ритуальные бои за самку. При этом вараны встают на задние лапы и, обхватив передними конечностями соперника, стараются повалить его. В таких боях побеждают обычно взрослые матёрые особи, молодняк и очень старые самцы отступают или даже бывают убиты. Самец-победитель прижимает соперника к земле и некоторое время царапает его когтями, после чего проигравший удаляется.
Самцы комодского варана значительно крупнее и мощнее самок. Во время спаривания самец подёргивает головой, трётся нижней челюстью о её шею, а также царапает спину и хвост самки когтями, что иногда даже приводит к ранениям, сохраняющимся у самок в виде вытянутых шрамов.

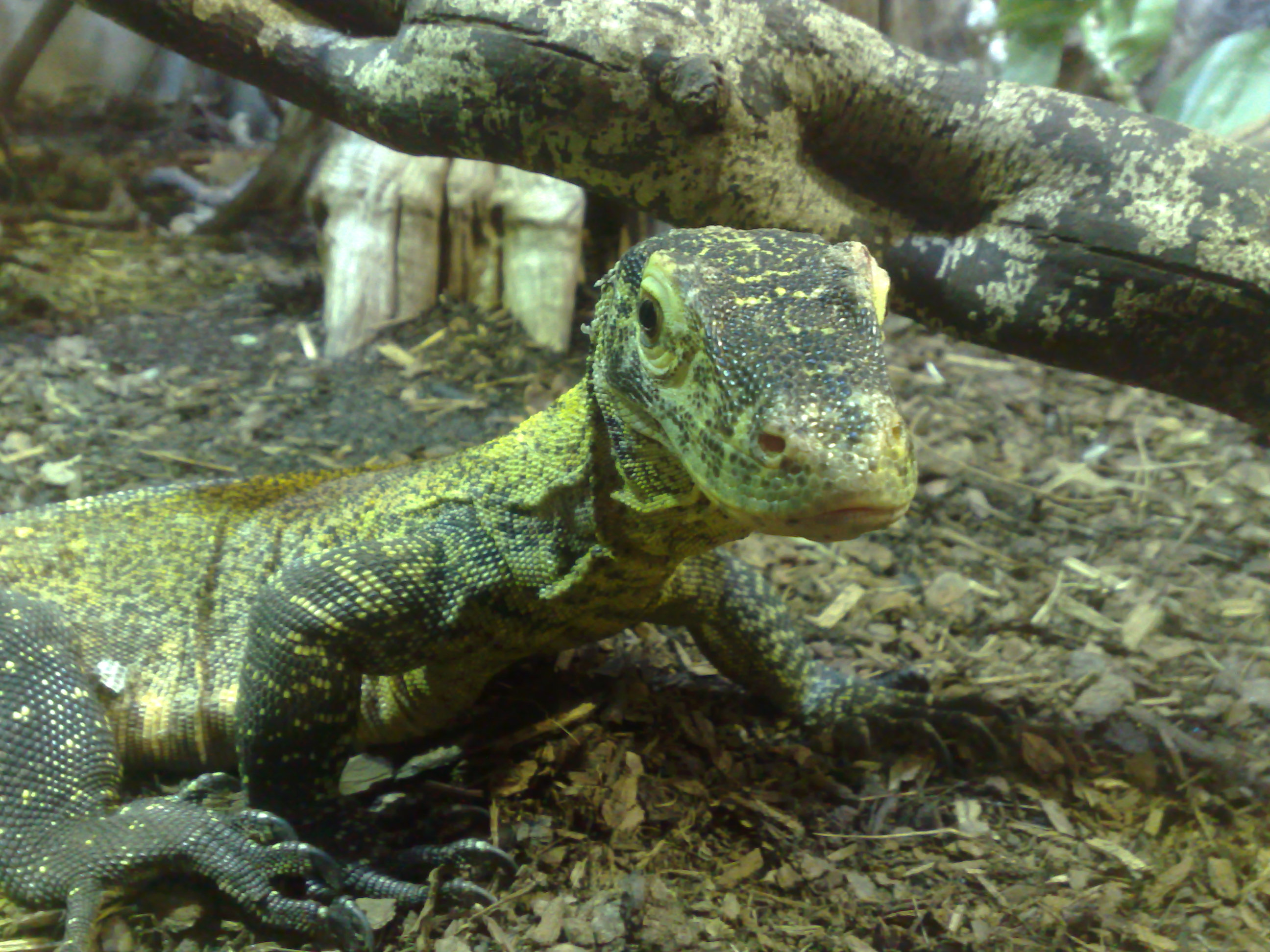
Детёныш комодского варана, рождённый партеногенезом

Спаривание происходит зимой, в течение сухого сезона. После спаривания самка занимается поиском места для кладки яиц. Им часто являются гнёзда сорных кур, возводящих компостные кучи — естественные инкубаторы из палой листвы для терморегуляции развития своих яиц. Найдя кучу, самка варана вырывает в ней глубокую нору, а часто несколько, чтобы отвлечь внимание кабанов и других хищников, поедающих яйца. Откладывание яиц происходит в июле—августе, средний размер кладки комодского варана — около 20 яиц. Яйца достигают в длину 10 см и диаметра 6 см, весят до 200 г. Самка охраняет гнездо в течение 8—8,5 месяцев до вылупления детёнышей. Молодые ящерицы появляются в апреле—мае. Появившись на свет, они покидают мать и тут же взбираются на соседние деревья. Чтобы избежать потенциально опасных встреч со взрослыми варанами, молодые вараны первые два года своей жизни проводят в кронах деревьев, где они недосягаемы для взрослых особей.
У комодских варанов был обнаружен партеногенез. В условиях отсутствия самцов самка может откладывать неоплодотворённые яйца, что наблюдалось в Честерском и Лондонском зоопарках Англии. Поскольку вараны-самцы имеют две идентичные хромосомы, а самки — наоборот, различающиеся, и при этом сочетание идентичных жизнеспособно, все детёныши будут мужского пола. Каждое откладываемое яйцо содержит либо W, либо Z-хромосому (у комодских варанов ZZ — самец, а WZ — самка), затем происходит удвоение генов. Получившиеся при этом диплоидные клетки с двумя W-хромосомами гибнут, а с двумя Z-хромосомами развиваются в новых ящериц. Способность к половому и неполовому размножению у этих рептилий, вероятно, связана с изолированностью среды обитания — это позволяет им основывать новые колонии, если в результате шторма самки без самцов оказываются выброшенными на соседние острова.

## Биомеханика челюстей

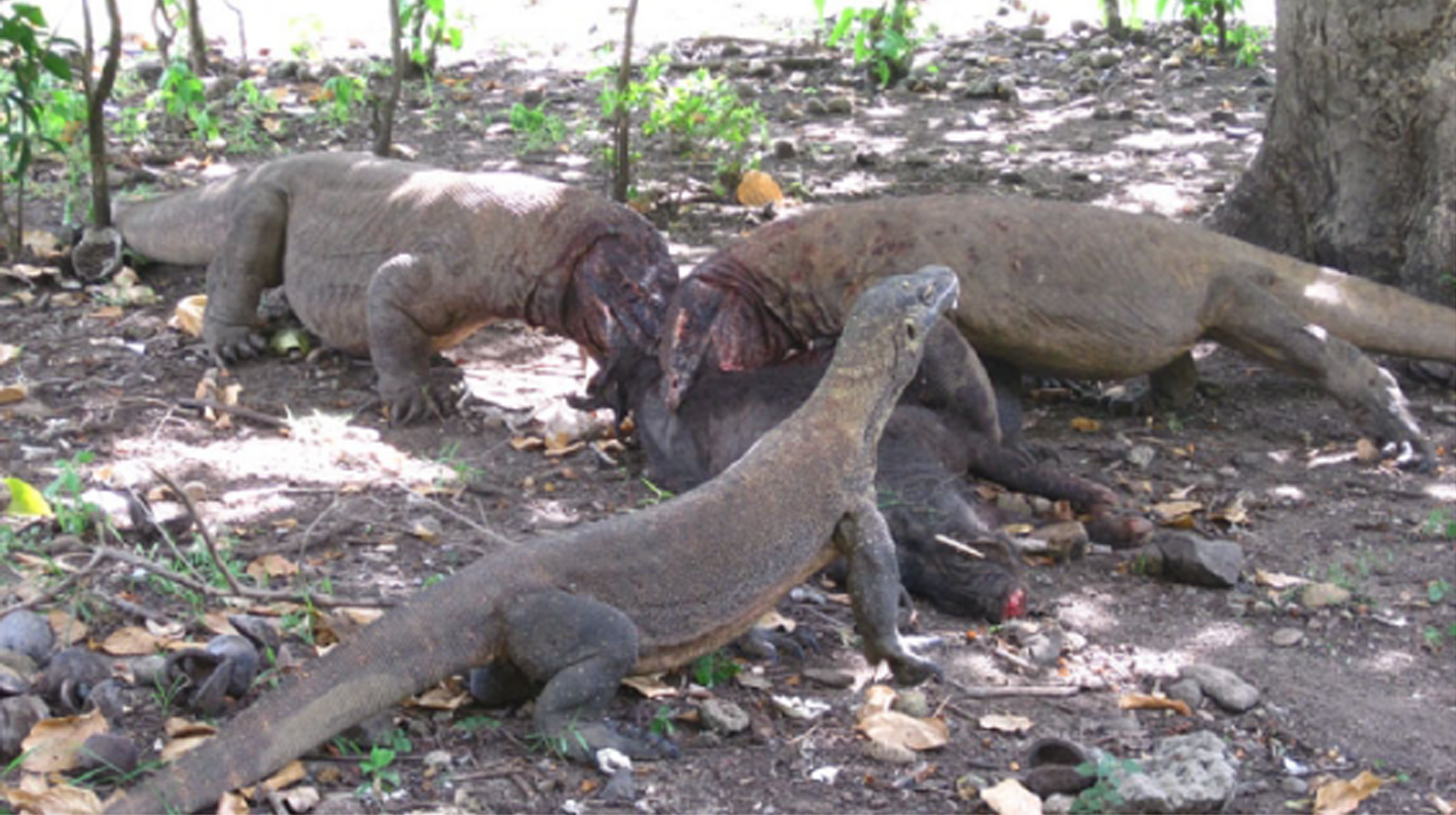
Несколько комодских варанов поедают кабана (Sus scrofa vittatus)

Охотящиеся на крупную добычу крокодилы и хищные млекопитающие, как правило, имеют более мощные челюсти, чем их предпочитающие меньшую по размерам добычу родственники. Однако, данное правило совершенно неприменимо к варанам.
В 2011 году зоологи из Университета Нового Южного Уэльса (Австралия) измерили силу укуса содержащихся в неволе комодских варанов и обнаружили, что относительно веса данный показатель у комодских варанов несколько ниже, чем у некоторых других рептилий. Самая большая сила, полученная исследователями от какого-либо варана при укусе, составила 148,56 Н. Впрочем, поскольку в ходе замеров комодские вараны просто брали приманку, к которой был прикреплён датчик, а не атаковали живую добычу, эти результаты не могут отражать их максимальную возможную силу укуса. Бреди Барр измерил силу укуса дикого комодского варана, и получил давление в 550 фунтов на квадратный дюйм, или приблизительно 2500 Н. Для сравнения, крокодил такого же веса способен укусить с силой свыше 6840 Н.
Отсутствие какой-либо выделяющейся силы сжатия челюстей у комодского варана было неоднократно подтверждено и биомеханическим моделированием. Его череп попросту слишком лёгок для того, чтобы стать опорой для объёмной челюстной мускулатуры. Ещё в 2005 году Ф. Террьен и соавторы произвели расчёт силы укуса комодского варана, опираясь на его краниальную анатомию. По их данным варан с 16,96 см нижней челюстью должен иметь силу укуса, равную «силе укуса миссисипского аллигатора с 50,08 см нижней челюстью умноженной на 0,086», и таким образом составила бы около 696 Н. Это достаточно высокий показатель, но он всё равно заметно уступает таковому у крокодилов схожих размеров.
При убийстве и расчленении жертвы комодский варан не полагается на силу сжатия челюстей и использует иную стратегию. В то время, как крокодилы удерживают свою жертву и разрывают её физической силой, совершая махи головой вверх и вниз и из стороны в сторону, кувырки и потягивания назад — комодские вараны не удерживают свою добычу, и должным образом способны только тянуть её на себя. Основные усилия приходятся на мышцы шеи и конечностей, при этом принцип работы головы комодского варана сравним с огромным консервным ножом или ручной пилой. В качестве «лезвия» у варана выступает голова с эффективными зазубренными зубами: зубы пронзают шкуру и погружаются в плоть, а движения шеей и рывки назад позволяют отрывать ими большие куски. Имея мощную посткраниальную мускулатуру (в зоопарке вараны генерировали силу, превышающую половину от их массы тела, а 40-50-килограммовый дикий варан способен разорвать нейлоновый шнур, требующий усилия для разрыва примерно в 400—500 кг), комодский варан не нагружает работой мышцы и кости головы, которые, тем не менее, всё равно достаточно прочные для того, чтобы выдерживать нагрузки, возникающие при ответных ударах крупной добычи.
В 2024 году учёные из Королевского колледжа Лондона сообщили, что зубы имеют железные наросты вдоль краёв. Предположительно, они помогают сохранять остроту и прочность зубов, способствуя адаптации. Тонкое железное покрытие защищает тонкую эмаль в том числе от истирания, кислот и микротрещин.
Относительный размер добычи, добываемый комодскими варанами с использованием этой стратегии, может значительно превышать таковой даже у кошачьих из рода пантер. Схожие краниальные адаптации для умерщвления относительной крупной добычи имелись и у некоторых хищных динозавров.

### Бактерии в ротовой полости
Традиционно считалось, что некоторые последствия от укусов комодского варана (серьёзное воспаление в месте укуса, сепсис и так далее) вызываются бактериями, обитающими в ротовой полости ящерицы. Уолтер Ауффенберг указывал на наличие в слюне комодского варана патогенной микрофлоры, включающей Escherichia coli, Staphylococcus sp., Providencia sp., Proteus morgani и Proteus mirabilis. Было выдвинуто предположение, что бактерии попадают в организм ящериц при питании падалью, а также при совместном кормлении от других варанов. Однако, в пробах со слизистой ротовой полости, полученных от питающихся свежей пищей варанов из зоопарка, учёные из Университета Техаса обнаружили 57 различных штаммов бактерий, имеющихся у диких варанов, включая Pasteurella multocida. Кроме того, Pasteurella multocida из слюны варана демонстрировала гораздо более интенсивный рост на питательных средах, чем полученная из других источников. В то же время, ни один из этих штаммов не был уникальным непосредственно для ротовой полости комодского варана, и мог быть обнаружен по меньшей мере и у других хищных рептилий. Исследование 2013 года подтвердило, что бактерии, найденные в слюне комодских варанов с той же частотой встречаются и у других хищников. Причём, большая их часть обитает в кишечниках копытных, поедаемых варанами. Было отмечено, что комодские вараны тщательно следят за гигиеной полости рта и, видимо, не оставляют куски мяса гнить между зубами: после еды они от 10 до 15 минут облизывают губы и трутся головой о листья, чтобы очистить рот. Это означает что подобного рода бактерии в слюне у варанов могут быть обнаружены только случайно. Известные случаи гибели от сепсиса буйволов, раненых варанами, в настоящее время связываются с тем, что эти животные любят отдыхать в грязной, кишащей бактериями воде, даже при наличии открытых и активно кровоточащих ран.

### Яд
Австралийские учёные, работавшие с другими видами варанов, установили, что по крайней мере некоторые виды этих ящериц сами по себе ядовиты. В конце 2005 года группа учёных из Университета Мельбурна во главе с Брайаном Фраем предположила, что гигантский варан, другие виды варанов, а также агамы могут обладать токсичной слюной, и что последствия укусов этих ящериц были вызваны мягкой интоксикацией. Исследования показали токсические эффекты слюны нескольких видов варанов — в частности, пёстрого варана (Varanus varius) и Varanus scalaris, — а также некоторых агамовых ящериц, в том числе бородатой агамы (Pogona barbata). До этого исследования существовали противоречивые данные о токсическом эффекте слюны некоторых варанов, например, серого варана (Varanus griseus).
В 2009 году те же исследователи опубликовали дальнейшие доказательства того, что комодские вараны обладают ядовитым укусом. МРТ-сканирование показало наличие двух ядовитых желёз в нижней челюсти. Они извлекли одну из этих желёз у неизлечимо больного варана из Сингапурского зоопарка и нашли, что она выделяет яд, содержащий различные токсичные белки. Функции этих белков включают ингибирование свёртывания крови, снижение кровяного давления, паралич мышц и развитие гипотермии, ведущих к шоку и потере сознания у укушенной жертвы. В соотношении 0,1 мг на 1 кг веса жертвы, яд вызывает выраженную гипотензию, а 0,4 мг на 1 кг веса вызывает гипотензивный коллапс (обморок). Таким образом, для того чтобы 40-килограммовый олень (обычная добыча для взрослых варанов) почувствовал головокружение, потребуется приблизительно 4 мг яда комодского варана, в то время как для его иммобилизации потребуется около 16 мг.
Некоторыми учёными для объединения змей, варанов, ядозубов, веретеницевых и игуанообразных предложена гипотетическая безранговая группа Toxicofera. Объединение основано на присутствии токсических компонентов в слюне и предполагает наличие для всех «ядовитых» групп одного предка (что на данный момент ещё не бесспорно).

#### Роль яда в убийстве жертвы
В 2009 году Брайан Фрай и соавторы выдвинул предположение о центральной роли яда в хищнической деятельности комодского варана. Но, вероятно, на самом деле помощь в умерщвлении особо крупной добычи является не единственной и даже не основной функцией токсичных компонентов, присутствующих в слюне у комодского варана. В пользу этого говорит тот факт, что ядовитые железы варанов устроены примитивнее, чем у ядовитых змей. У комодского варана они располагается на нижней челюсти, прямо под слюнными железами, а протоки открываются у основания зубов, не выводясь сквозь специальные каналы в зубах. Такие каналы, служащие для введения яда в тело захваченной жертвы, отсутствуют у варанов, но присутствуют у ядозубов и ядовитых змей. Таким образом, комодский варан не способен эффективно вводить яд, кусая какое-либо животное: железы 160 см индивида способны выделить до 150 мг токсина, но из них лишь 30 мг способны преодолеть мясистые десны рептилии: чтобы полностью иммобилизировать взрослого азиатского буйвола весом более 590 кг, не хватит выделений нижнечелюстных желез даже самых больших самцов комодских варанов. Кроме того, токсинные протеины с аналогичными свойствами выделяются нижнечелюстными железами других, менее крупных видов варанов, не так часто нападающих (или вообще не нападающих) на относительно крупных животных, что также опровергает их использование на охоте. Наблюдения за охотой комодских варанов также делают сомнительным использование яда при хищничестве. Одной из основных функций яда комодского варана, возможно, может быть помощь в пищеварении. Также были предложены менее популярные версии о поддержании чистоты ротовой полости, присутствии ядовитых желез как редуцированного органа и их участии в процессе самообороны у молодых ящериц.
Доктор Курт Швенк, биолог из университета штата Коннектикут, категорично прокомментировал некоторые выводы из исследования Фрая и соавторов, предлагающие «ядовитое» объяснение шокирующему эффекту от укуса комодского варана:
Я гарантирую, что если на вас из кустов выскочит трёхметровый ящер и вырвет ваши кишки, то вы будете вести себя довольно тихо и спокойно немного времени, по крайней мере до тех пор, пока вы не придёте в себя от шока и кровопотери вследствие того, что ваш кишечник разложен на земле перед вами.

## Охрана и взаимодействие с человеком

### История исследования

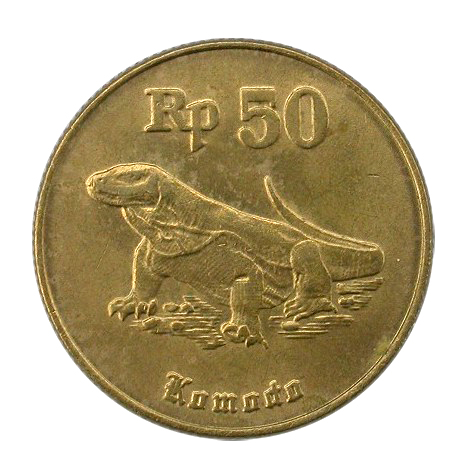
Комодский варан на индонезийской монете

Остров Комодо вплоть до начала XX века оставался необитаемым вследствие сильных муссонных течений и водоворотов в проливах, отделяющих его от соседних островов Сумбава и Флорес. В 1912 году несколько малайских ловцов жемчуга всё же пристали к берегу, надеясь на богатый улов в нетронутых отмелях, где впервые и увидели гигантских ящериц.
Cлухи о «наземных крокодилах» дошли до лейтенанта ван Стейн ван Хенсбрука (van Steyn van Hensbroek), входящего в голландскую колониальную администрацию. Широкую известность комодские вараны получили после 1912 году, когда Петер Ауэнс (Peter Ouwens), директор Зоологического музея города Богор (Ява) опубликовал статью после получения фото и кожи комодского варана от лейтенанта, а также двух живых образцов.
Первые два комодских варана, прибывшие в Европу, были выставлены в террариуме лондонского зоопарка, когда он был открыт в 1927 году. Джоан Проктер (Joan Beauchamp Procter) сделала некоторые из самых ранних наблюдений за этими животными в неволе и продемонстрировала их на научном заседании Зоологического общества в Лондоне в 1928 году..
В 1926 году один из попечителей Американского музея естественной истории, молодой авантюрист по имени Уильям Дуглас Берден, уговорил президента музея Генри Осборна организовать экспедицию на остров, чтобы запечатлеть на кинокамере и привезти в Нью-Йорк несколько экземпляров. После возвращения с 12 сохраненными экземплярами и 2 живыми (которых поместили в Зоопарк Бронкса), эта экспедиция послужила источником вдохновения фильма «Кинг-Конг» (1933 г). Из этих образцов три до сих демонстрируются в музее.
Голландцы, заметив относительно небольшое количество варанов в дикой природе, сразу запретили спортивную охоту на них и ограничили количество особей, забираемых из дикой природы в научных целях. Научные экспедиции прекратились с началом Второй Мировой войны, не возобновляясь вплоть до 1950—1960-х годов, после чего исследователи изучили пищевое поведение, размножение и терморегуляцию комодских варанов. Примерно в это же время, Уолтером Ауффенбергом было запланировано масштабное изучение комодских варанов. Оно длилось 11 месяцев в 1969 году. Во время своего пребывания Уолтер Ауффенберг и его помощник захватили и вывезли более 50 комодских варанов с островов, что значительно повлияло на количество этих животных, содержащихся в неволе. После Ауффенберга ряд других исследователей также потратили немало времени на изучение комодских варанов.
В 2019 году у комодских варанов выявили ряд генов, отвечающих за аэробный, то есть протекающий при участии кислорода, обмен веществ, и он подобен аналогичным генам теплокровных животных. Также оказалось, что веретеницеобразные (вараны, безухие вараны, веретеницы, ядозубы и безногие ящерицы) являются сестринской группой по отношению к игуанообразным (игуаны, агамы и хамелеоны) и змеям.

### Охранный статус

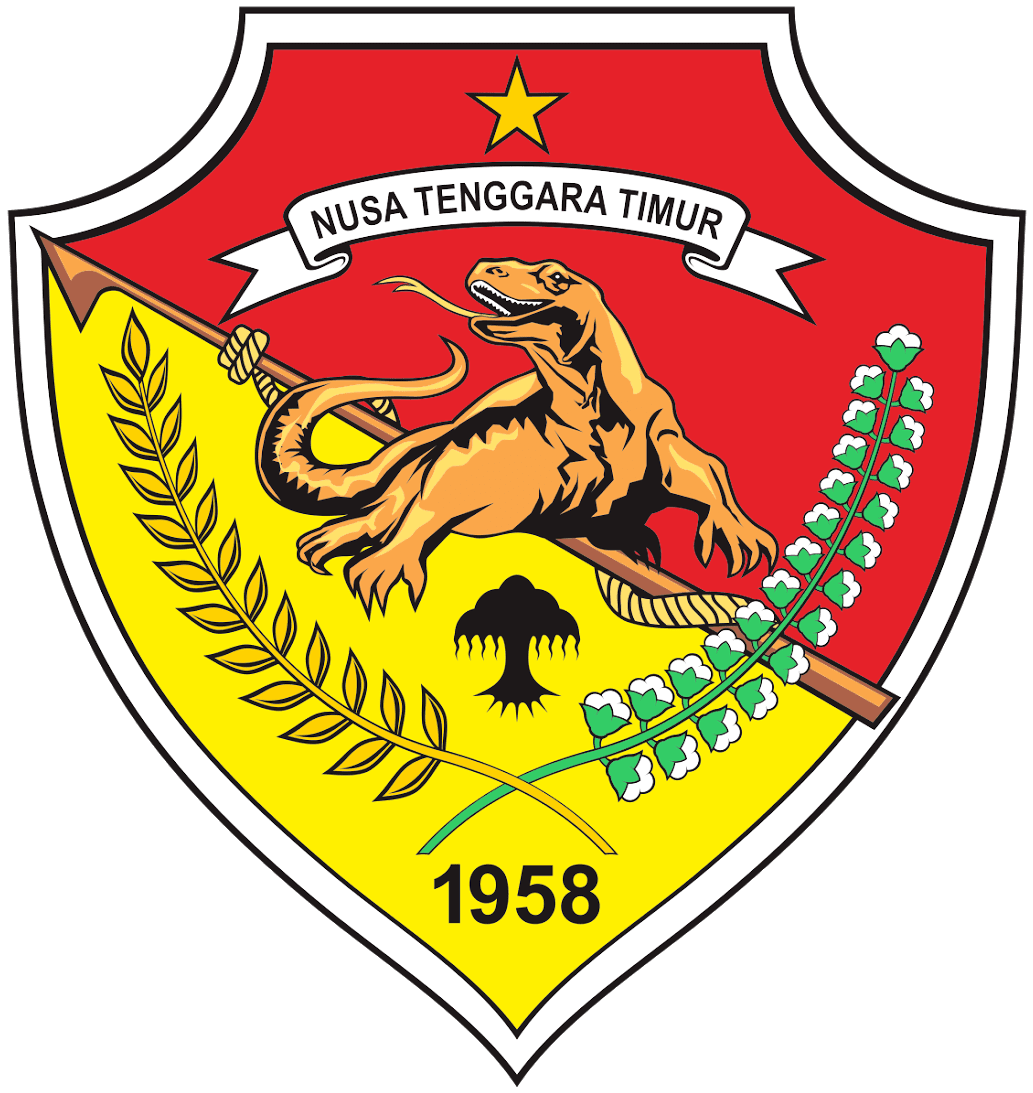
Комодский варан на эмблеме провинции Восточная Нуса-Тенгара.

Комодский варан — эндемик, находящийся под угрозой исчезновения из-за хозяйственной деятельности человека, в частности, туризма, заселения территории и истребления привычной для варанов добычи. Из других в той или иной степени угрожающих для сохранности вида факторов также можно назвать вулканическую активность, землетрясения и пожары.
В настоящий момент комодский варан внесён в Красную книгу МСОП и приложение I Конвенции о международной торговле видами CITES (коммерческая торговля незаконна). В 1980 году для защиты вида от вымирания был организован национальный парк Комодо, в который теперь регулярно организуются экскурсионные, экологические и приключенческие туры.
В 2013 году общая численность комодских варанов в дикой природе была оценена в 3222 особи, но она уменьшилась до 3092 особи в 2014 и 3014 особей в 2015 году. Популяция осталась относительно стабильной на больших островах (Комодо и Ринка), но уменьшилась на меньших островах, таком как Гили-Мотанг, вероятно вследствие уменьшения количества добычи. На Падаре бывшая популяция комодских варанов вымерла, последние её представители были замечены в 1975 году. Широко предполагается, что комодские вараны на Падаре исчезли вследствие истребления браконьерами крупной добычи.

### Опасность для человека
Комодские вараны достаточно агрессивны и являются одними из потенциально опасных для человека хищников. Случаи нападений варанов на людей, в том числе и смертельные, происходят и в XXI веке. Вероятно, это связано с тем, что человеческие поселения на островах немногочисленны, но они есть, и это, как правило, бедные рыбацкие деревни, население которых быстро растёт (800 человек по данным за 2008 год), вследствие чего увеличивается вероятность неприятных встреч людей с дикими хищниками. Поскольку в настоящее время убивать комодских варанов запрещено законом, они со временем перестают опасаться некогда охотившихся на них людей. Ситуацию также осложняет то, что раньше местное население подкармливало варанов, чтобы избежать нападений голодных животных, а теперь на подобные действия также был наложен запрет. В голодные годы, особенно в засуху, комодские вараны подходят очень близко к поселениям, особенно привлекает их запах человеческих экскрементов, домашних животных, пойманной рыбы и т. д. Хорошо известны случаи выкапывания варанами человеческих трупов из неглубоких могил. В последнее время, однако, мусульмане-индонезийцы, проживающие на островах, хоронят умерших, накрывая их плотными литыми цементными плитами, недоступными для варанов. Егеря обычно отлавливают потенциально опасных особей и перемещают их в другие районы острова.
Укусы комодских варанов крайне опасны — даже сравнительно небольшой варан легко способен вырвать мышцы с бедра или плечевой кости и вызвать масштабную кровопотерю с вытекающим из неё болевым шоком. Количество летальных исходов из-за несвоевременного оказания первой врачебной помощи (и, как результат, наступления коллапса) достигает 99 %. Так же как и в случаях с укусами крокодилов, достаточно распространено возникновение сепсиса после укусов варанов.
Поскольку взрослые вараны обладают очень хорошим обонянием, они могут определить местонахождение источника даже слабого запаха крови на расстоянии более 5 км. Задокументировано несколько случаев, когда комодские вараны пытались напасть на туристов с небольшими открытыми ранениями или царапинами. Подобная опасность грозит и женщинам, которые посещают острова обитания комодских варанов во время менструации. Туристы, как правило, предупреждаются егерями о потенциальной опасности; все группы туристов обычно сопровождаются егерями, вооружёнными для обороны от возможных атак длинными шестами с раздвоенным концом. Подобных мер безопасности обычно бывает достаточно, поскольку в туристических зонах вараны обычно сыты и достаточно приучены к человеку, не выказывая агрессии без явной провокации.

## В популярной культуре
- Комодо — один из основных персонажей мультсериала «Семейство Сатурдей», может становиться невидимым. В 6-й и 23-й сериях 1-го сезона появлялся его двойник из другого измерения, обладающий речью и с пятнами на спине, которые, покрыв всё тело, делают его неуязвимым.
- В фильме «Комодо против кобры» в результате экспериментов появились вараны таких размеров, что они охотились на вертолёты.
- Комодитракс — гигантский варан-мутант в 6-й серии 2-го сезона мультсериала «Годзилла».
- Присутствуют в качестве монстра в игре «Far Cry 3», серии «Fallout» («Fallout Tactics» и «Fallout: Warfare»).
- Имеются в качестве персонажа в манге и аниме Beastars.
- Имеется в качестве персонажа в мультсериале «Дикая семейка Торнберри» в одной из серий.